# Embla Ingelman-Sundberg
Embla Ingrid Ingelman-Sundberg, född 6 februari 2000 i Karl Johans församling i Göteborg, är en svensk skådespelare.
Embla Ingelman-Sundberg är bland annat utbildad vid École International de Théâtre Jacques Lecoq mellan 2023 och 2024. I början av sin karriär medverkade hon främst i kortfilmer. Bland annat spelade hon huvudrollen i Min sida i regi av Amanda Ödefors. För sin prestation vann hon pris som bästa skådespelare vid Play Short Film Festival 2019. Hon har medverkat i långfilmerna Karusell och Leva lite där hon spelade en av huvudrollerna i båda filmerna.

## Filmografi
- 2023 – Karusell
- 2025 – Leva lite